# Ștefan Caraulan
Ştefan Caraulan (sinh ngày 2 tháng 2 năm 1989) là một cầu thủ bóng đá Moldova hiện đang thi đấu cho Spicul Chișcăreni. Năm 2011 anh ra mắt đội tuyển Moldova đấu với Venezuela.